# Тениски меч Ђоковић—Надал у финалу Отвореног првенства Аустралије 2012.
Тениски меч између Србина Новака Ђоковића и Шпанца Рафаела Надала одигран у финалу Аустралија Oпена 2012. године је најдужи меч у историји Гренд слем финала по времену трајања од 5 сати и 53 минута. Меч је завршен победом Ђоковића, резултатом 5:7, 6:4, 6:2, 6:7(5), 7:5. Главни судија меча био је Француз Паскал Марија.

## Меч
Ђоковић и Надал су били први и други носилац на овом турниру, финале је боље отворио Надал добивши први сет 7:5. У другом сету Ђоковић је једним брејком поравнао резултат после велике борбе. Трећи сет је започео вођством Ђоковића 3:1 који је лако добио овај део игре са 6:2, притом је изгубио само два поена на свој сервис. Надал је победио у тај–брејку четвртог сета са 7:5 и тако изједначио резултат у сетовима на 2:2. У петом сету Надал је имао предност 4:2, Ђоковић је изједначио на 4:4 и на крају направио одлучујући брејк у једанаестом гему 6:5 а потом у следећем гему искористио другу меч лопту на свој сервис.

## Детаљи меча

### Резултат
|                   | 1 80 мин. | 2 66 мин. | 3 45 мин. | 4 88 мин. | 5 74 мин. |
| Новак Ђоковић (1) | 5         | 6         | 6         | 65        | 7         |
| Рафаел Надал (2)  | 7         | 4         | 2         | 7         | 5         |

### Други детаљи
| Ђоковић | Податак             | Надал |
| ------- | ------------------- | ----- |
| 193     | Поена               | 176   |
| 57      | Винера              | 44    |
| 69      | Неизнуђених грешака | 71    |
| 9       | Асова               | 10    |
| 2       | Меч-лопти           | 0     |
| 30      | Освојених гемова    | 25    |

## Занимљивости
Меч је био прекинут 15 минута због кише. Кров на Род Лејвер арени је затворен.

### Бројке
- 33 °C износила је температура ваздуха током меча
- 2,3 милиона аустралијских долара припало је победнику
- 1,15 милиона припало је вицешампиону Отвореног првенства Аустралије
- 100. финале Отвореног првенства Аустралије је одиграно
- 2 пута је Новак Ђоковић заменио рекет „хед“ у првих пет гемова финала
- 686.006 укупна је посета на гренд слему у 2012. години